# イバイガネ
イバイガネ・ハウレギア(バスク語: Ibaigane jauregia)もしくはパラシオ・デ・イバイガネ(スペイン語: Palacio de Ibaigane)は、スペインのバスク州ビスカヤ県ビルバオ市アバンド地区にある宮殿風建築物。ネオ・バスクとバロックの折衷主義様式。1900年に建てられ、現在アスレティック・ビルバオが所有するクラブ本部事務所として使用されている。

## 歴史
建築家グレゴリオ・イバレチェによって建てられた。イバレチェは初期バロック建築の古典主義宮殿に着想を得て、これを19世紀後半の「ネオ・バスク様式」が持つ芸術嗜好と組み合わせて設計した。建設を支援したのは当時バスクで最も富裕であり、造船業と鉱業で成功を収めた実業家・弁護士・バスク民族主義者のラモン・デ・ラ・ソタ氏である。スペイン内戦が勃発するまで宮殿はデ・ラ・ソタ一族の所有物だったが、内戦末期にビスカヤに樹立された軍事政権によって接収され、兵舎として利用されることになった。
スペインがフランコ以後の民主化の時代を迎えると、1979年に宮殿と周辺の農場は本来の法的所有者の手に戻った。その7年後の1986年、アスレティック・ビルバオが宮殿の持ち主と経済的合意を締結し、クラブの本社事務所として使用する事になった。その後何度かの改修工事を経て、1988年8月22日にリニューアルされた。なお元所有者から賃貸しているのではなく、アスレティック・ビルバオ所有の建物である 。